# Gwen Watford

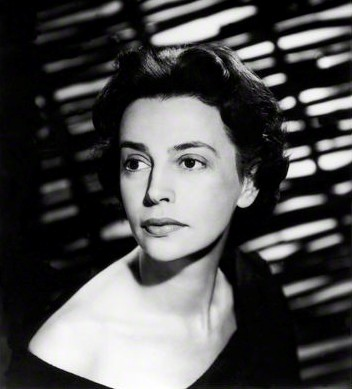
Gwen Watford

Gwendoline „Gwen“ Watford (* 10. September 1927 in London; † 6. Februar 1994 ebenda) war eine englische Film-, Theater- und Fernsehschauspielerin.

## Leben und Karriere
Watford stand seit Mitte der 1940er-Jahre auf britischen Theaterbühnen, nach einigen Jahren in Provinztheatern konnte sie sich am Londoner West End ab Mitte als erfolgreiche Schauspielerin etablieren. Am Old Vic Theatre spielte sie etwa Anfang der 1960er-Jahre die Titelrolle in Friedrich Schillers Maria Stuart und Shakespeare-Rollen wie Lady Percy in Heinrich IV. Aber auch moderne Stücke fielen in ihr Repertoire, so verkörperte sie 1966 in Christopher Hamptons erstem Stück When Did You Last See My Mother? eine Mutter, die mit dem jugendlichen Freund ihres Sohnes ins Bett geht. In den 1980er-Jahren spielte sie in der Royal Shakespeare Company und gewann 1981 den Laurence Olivier Award für ihren Auftritt in Noël Cowards Komödie Present Laughter.
Watford machte ihr Filmdebüt 1948 in der Hauptrolle von The Fall of the House of Usher, einer Adaption des gleichnamigen Werkes von Edgar Allan Poe. Ihre international wohl bekannteste Filmrolle spielte sie 1963 in dem Monumentalfilm Cleopatra als Calpurnia, die Ehefrau des von Rex Harrison gespielten Julius Cäsar. Sie trat außerdem in Nebenrollen in den Horrorfilmen Wie schmeckt das Blut von Dracula? (1970) mit Christopher Lee und Der Ghul (1975) mit Peter Cushing und John Hurt auf. Wesentlich umfangreicher und profilierter war aber ihre Arbeit im britischen Fernsehen: In vielen Fernsehproduktionen – die zumindest bis in die 1960er-Jahre oft noch live ausgestrahlt wurden und daher eine besondere Konzentration verlangten – übernahm sie anspruchsvolle Charakterrollen und stieg zu einer der zeitweise gefragtesten britischen Fernsehschauspielerinnen auf. Sie wurde in den Jahren 1959 und 1966 jeweils mit dem British Academy Television Award in der Kategorie Beste Schauspielerin ausgezeichnet.
Watford heiratete 1952 den Schauspieler Richard Bebb (1927–2006), sie blieben bis zu ihrem Tod verheiratet. Sie starb im Februar 1994 im Alter von 66 Jahren an einer Krebserkrankung.

## Filmografie (Auswahl)
- 1948: The Fall of the House of Usher
- 1956: Jesus of Nazareth (Fernseh-Miniserie, 3 Folgen)
- 1956: David Copperfield (Fernseh-Miniserie, 3 Folgen)
- 1958: The Winslow Boy (Fernsehfilm)
- 1960: Vor Hausfreunden wird gewarnt (The Grass Is Greener)
- 1960: Vertraue keinem Fremden (Never Take Sweets from a Stranger)
- 1963: Cleopatra
- 1964: Valley of the Kings
- 1964: Do You Know This Voice?
- 1965: The Rise and Rise of Cesar Birotteau (Fernsehserie, 4 Folgen)
- 1966: Broome Stages (Fernseh-Miniserie, 8 Folgen)
- 1970: Wie schmeckt das Blut von Dracula? (Taste the Blood of Dracula)
- 1975: Der Ghul (The Ghoul)
- 1975: In This House of Brede (Fernsehfilm)
- 1977–1979: Don’t Forget to Write! (Fernsehserie, 12 Folgen)
- 1982: Die Agatha Christie-Stunde (The Agatha Christie Hour; Fernsehserie, Folge The Case of the Middle-Aged Wife)
- 1984: Miss Marple – Die Tote in der Bibliothek (Miss Marple: The Body in the Library; Fernseh-Miniserie, 3 Folgen)
- 1984: Sorrell and Son (Fernseh-Miniserie, 4 Folgen)
- 1987: Schrei nach Freiheit (Cry Freedom)
- 1989: Behaving Badly (Fernseh-Miniserie, 4 Folgen)
- 1990: Relatively Speaking (Fernsehfilm)
- 1990: Theatre Night (Fernsehserie, Folge The Winslow Boy)
- 1992: Miss Marple – Mord im Spiegel (The Mirror Crack'd from Side to Side, Fernsehfilm)